# Divize B 1986/1987
V soubojích 22. ročníku fotbalové České divize B 1986/87 se utkalo 16 týmů dvoukolovým systémem podzim – jaro. Tento ročník fotbalové soutěže začal v srpnu 1986 a skončil v červnu 1987.

## Nové týmy v sezoně 1986/87
Z 3. ligy – sk. A 1985/86 nesestoupilo do Divize B žádné mužstvo. Z krajských přeborů ročníku 1985/86 postoupila vítězná mužstva TJ Jiskra Nový Bor ze Severočeského krajského přeboru a VTJ Slaný ze Středočeského krajského přeboru. Také sem bylo přeřazeno mužstvo TJ Spartak Hořovice z Divize A.

## Výsledná tabulka
| Poř.  | Tým                           | Z  | V  | R | P  | VG | OG | B  |
| ----- | ----------------------------- | -- | -- | - | -- | -- | -- | -- |
| 1.    | TJ CHZ Litvínov               | 30 | 18 | 7 | 5  | 61 | 34 | 43 |
| 2.    | TJ Rudá hvězda Cheb junioři   | 30 | 16 | 6 | 8  | 67 | 30 | 38 |
| 3.    | TJ Slavoj Litoměřice          | 30 | 13 | 7 | 10 | 44 | 44 | 33 |
| 4.    | TJ EMĚ Mělník                 | 30 | 13 | 6 | 11 | 57 | 44 | 32 |
| 5.-6. | TJ Spartak Roudnice nad Labem | 30 | 14 | 4 | 12 | 58 | 56 | 32 |
| 5.-6. | TJ Kaučuk Kralupy nad Vltavou | 30 | 12 | 8 | 10 | 58 | 56 | 32 |
| 7.    | TJ Lokomotiva Kladno          | 30 | 13 | 6 | 11 | 45 | 48 | 32 |
| 8.    | TJ Slovan Varnsdorf           | 30 | 12 | 5 | 13 | 40 | 50 | 29 |
| 9.    | TJ Jiskra Nový Bor            | 30 | 10 | 8 | 12 | 40 | 44 | 28 |
| 10.   | TJ Spartak Hořovice           | 30 | 12 | 4 | 14 | 44 | 54 | 28 |
| 11.   | TJ Slavia Karlovy Vary        | 30 | 12 | 3 | 15 | 42 | 42 | 27 |
| 12.   | TJ KŽ Králův Dvůr             | 30 | 11 | 5 | 14 | 36 | 42 | 27 |
| 13.   | VTJ Slaný                     | 30 | 10 | 7 | 13 | 32 | 44 | 27 |
| 14.   | TJ Chmelařství Žatec          | 30 | 10 | 6 | 14 | 43 | 47 | 26 |
| 15.   | TJ Sokol Brňany               | 30 | 10 | 4 | 16 | 38 | 51 | 24 |
| 16.   | TJ Sklo Union Teplice "B"     | 30 | 7  | 8 | 15 | 30 | 48 | 22 |

Poznámky:
- Z = Odehrané zápasy; V = Vítězství; R = Remízy; P = Prohry; VG = Vstřelené góly; OG = Obdržené góly; B = Body

|  | Postup do 3. ligy – sk. A 1987/88                |
|  | Sestup do příslušného oblastního přeboru 1987/88 |